# Доунингия прекрасная
Доуни́нгия прекра́сная (лат. Downingia laeta) — вид цветковых растений рода Доунингия (Downingia) семейства Колокольчиковые (Campanulaceae).

## Ботаническое описание
Однолетнее травянистое растение, образующее ветвящиеся прямостоячие толстые стебли с мелкими остроконечными листьями в узлах. 
На верхушке стебля находится одиночный цветок, чья верхняя губа венчика состоит из двух узких заострённых долей очень светлого синего, пурпурного или белого цвета, а нижняя губа состоит из трёх сросшихся долей того же цвета, с двумя ярко-жёлтыми пятнами, а иногда — пурпурными или розовыми пятнами или полосами.

## Распространение и местообитание
Доунингия прекрасная родом с запада Северной Америки, где растёт от Калифорнии до Саскачевана. Она произрастает по берегам рек, около прудов и весенних прудов.

## Синонимика
- Bolelia brachyantha Rydb.
- Bolelia laeta Greene
- Downingia brachyantha (Rydb.) A.Nelson & J.F.Macbr.[1]